# Zwerchfellruptur

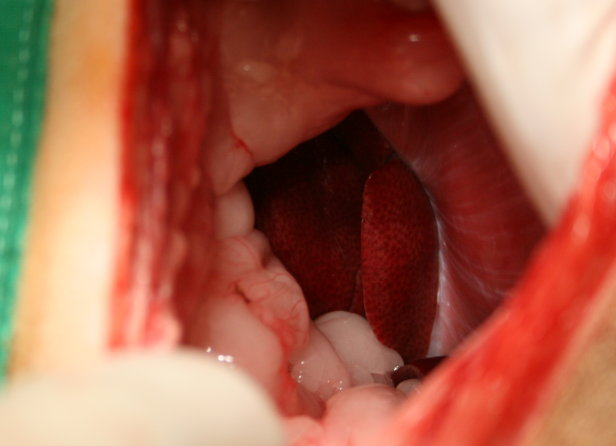
Zwerchfellruptur nach Autounfall bei einer Katze, OP-Situs bei transabdominellem Zugang. Im Bild links ist die in die Brusthöhle vorgefallene Leber sichtbar.

Als Zwerchfellruptur wird ein Riss des Zwerchfells bezeichnet, dem in aller Regel ein Trauma zugrunde liegt. Wird nicht zeitgerecht operiert, ist das Sterberisiko sehr hoch. Oft sind Kinder betroffen; die Ruptur selbst erfolgt zu 66 bis 90 Prozent auf der linken Zwerchfellseite.

## Ursachen
Wenngleich (oder weil) eine seltene Komplikation eines Thoraxtraumas, handelt es sich nach verschiedenen Angaben auch bei entsprechender Abklärung mit einer Rate von bis zu 62 Prozent um eine der am häufigsten übersehenen Verletzungen von thorakoabdominalen Traumata, insbesondere da andere Schäden oft im Vordergrund stehen.
Zwerchfellrupturen treten vor allem in Zusammenhang mit Verkehrsunfällen auf, sei es bei Fußgängern, Autoinsassen oder (spielenden) Kindern, die von rückwärts fahrenden Autos übersehen werden. Auch bei Tieren sind Autounfälle die häufigste Ursache für Zwerchfellrupturen.
Entsprechende Verletzungen können direkt als Stich-, Pfählungs- oder Schussverletzungen oder indirekt als Folge einer Kompression des Brustkorbs (siehe Thoraxtrauma) oder des Bauches (siehe Abdominaltrauma) zustande kommen. Wohl ist ein Riss des Zwerchfells jeweils eine seltene Begleiterscheinung der zugrunde liegenden Traumata, tritt aber auch meist nur im Rahmen schwerer Unfälle auf, sodass Begleitverletzungen und die daraus folgende Kreislaufinstabilität mit berücksichtigt werden müssen.

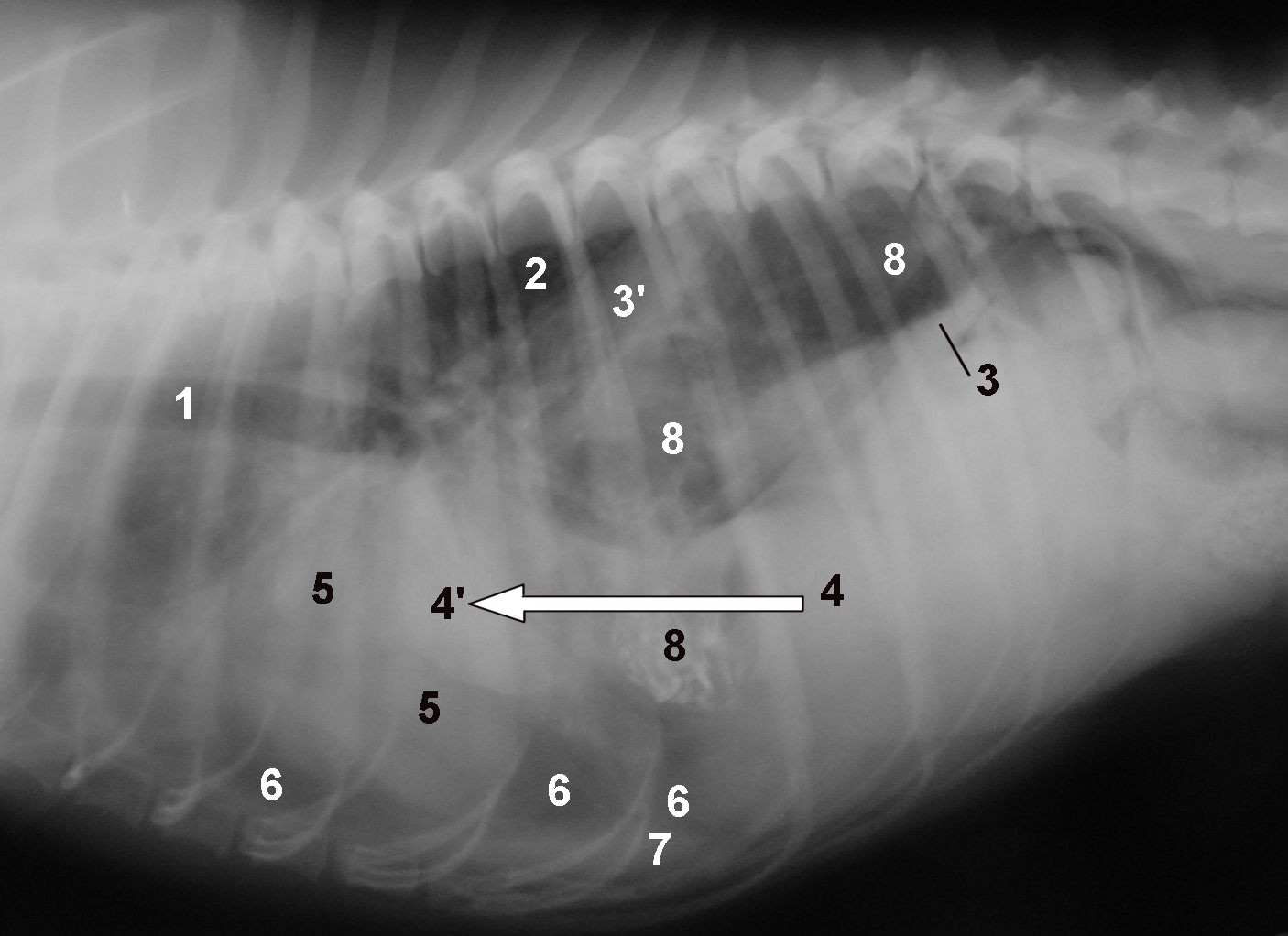
Röntgenaufnahme einer rechtsseitigen Zwerchfellruptur bei einem Hund mit Verlagerung von Leber (4), Milz (7) und Magen (8). 3 zeigt auf die erhaltene linke Zwerchfellansatzlinie.

## Diagnostik
Das und die Tatsache, dass ein unauffälliger Röntgenbefund (Thoraxröntgen in zwei Ebenen und Abdomenübersichtsaufnahme) sofort nach dem Trauma eine Zwerchfellruptur nicht ausschließen, führt dazu, dass Zwerchfellrupturen übersehen werden und zu dramatischen Folgen führen können: Die Verlagerung von Bauchorganen in die Brusthöhle führt zur (zusätzlichen) Beeinträchtigung der Atmung (siehe auch paradoxe Atmung). In diesem Fall können Darmgeräusche im Thorax auskultiert werden.

## Behandlung
Die operative Versorgung erfolgt über einen transthorakalen oder transabdominalen Zugang. Die Wunde kann – inzwischen auch laparoskopisch – in aller Regel mit einer Zwerchfellnaht versorgt werden.